# Efim Fradkin
Efim Samojlovič Fradkin (in russo Ефим Самойлович Фрадкин?; 30 novembre 1924 – 25 maggio 1999) è stato un fisico russo.
Vinse il Premio Stalin di Stato di prima classe nel 1953, il premio Igor Tamm dell'Accademia russa delle scienze nel 1980, ed il Premio Dirac dell'ICTP nel 1989.